# Звездоноса къртица
Звездоносата къртица (Condylura cristata) е насекомояден бозайник от семейство Къртицови (Talpidae). Обитава северните части на САЩ и Южна Канада. За разлика от обикновената къртица, освен под земята живее и във водата. Има голям звездовиден нос с 22 месести израстъци, покрити със сензори (няколко хиляди на брой). Насекомоядно.